# Championnats d'Europe de patinage artistique 1950
Navigation
Édition précédente Édition suivante
Les championnats d'Europe de patinage artistique 1950 ont lieu du 17 au 19 février 1950 au stade en plein air du Bislett à Oslo en Norvège.
À la suite de la Seconde Guerre mondiale, les participations des athlètes d'Allemagne sont interdites à toutes les compétitions sportives internationales.

## Qualifications
Les patineurs sont éligibles à l'épreuve s'ils représentent une nation européenne membre de l'Union internationale de patinage (International Skating Union en anglais). Les fédérations nationales sélectionnent leurs patineurs en fonction de leurs propres critères.

## Podiums
| Épreuves                      | Or                          | Argent                          | Bronze                      |
| ----------------------------- | --------------------------- | ------------------------------- | --------------------------- |
| Messieurs résultats détaillés | Ede Király                  | Helmut Seibt                    | Carlo Fassi                 |
| Dames résultats détaillés     | Alena Vrzáňová              | Jeannette Altwegg               | Jacqueline du Bief          |
| Couples résultats détaillés   | Marianna Nagy / László Nagy | Eliane Steineman / André Calame | Jennifer Nicks / John Nicks |

## Tableau des médailles
| Rang  | Nation          | Or | Argent | Bronze | Total |
| ----- | --------------- | -- | ------ | ------ | ----- |
| 1     | Hongrie         | 2  | 0      | 0      | 2     |
| 2     | Tchécoslovaquie | 1  | 0      | 0      | 1     |
| 3     | Royaume-Uni     | 0  | 1      | 1      | 2     |
| 4     | Autriche        | 0  | 1      | 0      | 1     |
| 4     | Suisse          | 0  | 1      | 0      | 1     |
| 6     | France          | 0  | 0      | 1      | 1     |
| 6     | Italie          | 0  | 0      | 1      | 1     |
| Total | Total           | 3  | 3      | 3      | 9     |

## Détails des compétitions

### Messieurs
| Rang | Nom              | Nation          | Places | Points | Fig. impo. | Prog. libre |
| ---- | ---------------- | --------------- | ------ | ------ | ---------- | ----------- |
| 1    | Ede Király       | Hongrie         |        |        |            |             |
| 2    | Helmut Seibt     | Autriche        |        |        |            |             |
| 3    | Carlo Fassi      | Italie          |        |        |            |             |
| 4    | Zdeněk Fikar     | Tchécoslovaquie |        |        |            |             |
| 5    | Kurt Sönning     | Suisse          |        |        |            |             |
| 6    | Kalle Tuulos     | Finlande        |        |        |            |             |
| 7    | Per Cock-Clausen | Danemark        |        |        |            |             |

### Dames
| Rang | Nom                | Nation          | Places | Points | Fig. impo. | Prog. libre |
| ---- | ------------------ | --------------- | ------ | ------ | ---------- | ----------- |
| 1    | Alena Vrzáňová     | Tchécoslovaquie |        |        |            |             |
| 2    | Jeannette Altwegg  | Royaume-Uni     |        |        |            |             |
| 3    | Jacqueline du Bief | France          |        |        |            |             |
| 4    | Barbara Wyatt      | Royaume-Uni     |        |        |            |             |
| 5    | Dagmar Lerchová    | Tchécoslovaquie |        |        |            |             |
| 6    | Beryl Bailey       | Royaume-Uni     |        |        |            |             |
| 7    | Regula Arnold      | Suisse          |        |        |            |             |
| 8    | Alexandra Cerna    | Tchécoslovaquie |        |        |            |             |
| 9    | Miloslava Tumová   | Tchécoslovaquie |        |        |            |             |
| 10   | Gun Ericson        | Suède           |        |        |            |             |
| 11   | Suzanne Wirz       | Suisse          |        |        |            |             |
| 12   | Yolande Jobin      | Suisse          |        |        |            |             |
| 13   | Leena Pietilä      | Finlande        |        |        |            |             |
| 14   | Bjørg Lohner       | Norvège         |        |        |            |             |
| 15   | Ingeborg Nilsson   | Norvège         |        |        |            |             |

### Couples
| Rang | Nom                             | Nation          | Places | Points |
| ---- | ------------------------------- | --------------- | ------ | ------ |
| 1    | Marianna Nagy / László Nagy     | Hongrie         |        |        |
| 2    | Eliane Steineman / André Calame | Suisse          |        |        |
| 3    | Jennifer Nicks / John Nicks     | Royaume-Uni     |        |        |
| 4    | Bela Zachová / Jaroslav Zach    | Tchécoslovaquie |        |        |
| 5    | Elly Stärck / Harry Gareis      | Autriche        |        |        |
| 6    | Soňa Buriánová / Miloslav Balun | Tchécoslovaquie |        |        |